# Agnes Jesang
Agnes Jesang (* 1. April 1986) ist eine ehemalige kenianische Leichtathletin, die sich auf den Hindernislauf spezialisiert hat.

## Sportliche Laufbahn
Erste Erfahrungen bei internationalen Meisterschaften sammelte Agnes Jesang im Jahr 2015, als sie bei den Militärweltspielen in Mungyeong in 9:40,69 min die Silbermedaille über 3000 m Hindernis hinter der Bahrainerin Ruth Jebet gewann und im 1500-Meter-Lauf mit 4:23,10 min auf Rang neun gelangte. Im Jahr darauf gewann sie bei den Afrikameisterschaften in Durban in 9:27,22 min die Silbermedaille im Hindernislauf hinter ihrer Landsfrau Norah Jeruto. 2022 beendete sie dann ihre aktive sportliche Karriere im Alter von 36 Jahren.

## Persönliche Bestleistungen
- 1500 Meter: 4:19,60 min, 29. August 2013 in Kotka
- 3000 m Hindernis: 9:27,22 min, 26. Juni 2016 in Durban